# 해리슨 델브리지
해리슨 앤드루 델브리지(영어: Harrison Andrew Delbridge, 1992년 3월 15일 ~ )는 호주의 축구 선수로 포지션은 센터백이며 현재 대한민국 K리그1의 인천 유나이티드에서 활약하고 있다.

## 유소년 경력
해리슨 델브릿지는 CASL 첼시 FC에서 유소년 축구를 시작하였으며, 미국 노스캐롤라이나주 애팔래치아주립대학교에서 대학축구를 경험하기도 하였다.

## 클럽 경력
해리슨 델브릿지는 2013년 USL 리그 2 벤투라 카운티 퓨전에서 첫 커리어를 끊었다. 이후 새크라멘토 리퍼블릭 FC, 포틀랜드 팀버스 2 그리고 FC 신시내티 등을 거쳤다.
2018년 오스트레일리아 A리그 멘 멜버른 시티 FC로 이적하였다.
2021시즌을 앞두고 K리그1의 인천 유나이티드로 이적했다.

## 수상

### 클럽
새크라멘토 리퍼블릭
- USL 챔피언십 : 우승 (2014)

멜버른 시티
- A리그 멘 : 준우승 (2019-20)
- 오스트레일리아 컵 : 준우승 (2019-20)